# Angel Coulby
Angel Coulby (Londres, 30 de agosto de 1980) é uma atriz inglesa. Em 1998, ela se mudou para Edimburgo para estudar atuação na Queen Margaret University, onde ficou até 2001, quando estreou na televisão, na comédia da BBC 'Orrible. Em 2008, começou a interpretar Rainha Guinevere, mais conhecida como Gwen em Merlin, o papel pelo qual ela é mais conhecida. Merlin terminou em dezembro de 2012, e, em 2013, ela interpretou Jessie Taylor na série em cinco partes Dancing on the Edge e foi escolhida para fazer parte do elenco de The Tunnel. Para o remake da série Thunderbirds, Thunderbirds Are Go!, que tem previsão de estreia em 2015, Coulby foi escalada para o papel de Kayo.

## Infância
Coulby foi vista pela primeira vez em um episódio de Scariest Places on Earth como uma estudante que teve um encontro com um fantasma. Sua descoberta veio em 2001 com seu papel na sitcom de Johnny Vaughan da BBC, 'Orrible'.
Mais tarde, ela foi escolhida para interpretar Gwen, também conhecida como Guinevere, que mais tarde se tornaria Rainha, na série de TV de fantasia Merlin da BBC One. Em entrevista ao Los Angeles Times, Coulby afirmou que ao interpretar Gwen ela "gostou da ideia de que você faz uma pequena jornada como ator, começando como uma empregada humilde, meio desajeitada, e depois obviamente crescendo. nesta rainha muito capaz", e foi "muito bom ter esse alcance durante todo o trabalho". Ela estrelou todas as cinco temporadas, aparecendo em 61 dos 65 episódios.
Ela assumiu o papel principal da cantora de jazz Jessie na série dramática de seis partes de 2013 da BBC Two Stephen Poliakoff, Dancing on the Edge, ao lado de Chiwetel Ejiofor, John Goodman, Matthew Goode, Anthony Head e Jacqueline Bisset.
Foi anunciado em fevereiro de 2013 que Coulby estrelaria The Tunnel, um remake franco-britânico do drama policial escandinavo, The Bridge. Ela estrelou ao lado de Stephen Dillane e Clémence Poésy. A primeira série foi ao ar no final de 2013, e Coulby reprisou seu papel para uma segunda série em 2016.
Coulby voltou aos palcos pela primeira vez desde 2014 em Albion de Rupert Goold no Almeida Theatre em fevereiro de 2020, que foi filmado e transmitido pela BBC Four em agosto de 2020.
Coulby se juntou ao elenco do thriller Suspicion da Apple TV +, que é um remake da série em hebraico False Flag em março de 2020. Coulby interpreta Vanessa Okoye, a investigadora que questiona os "cinco britânicos, rapidamente identificados como potenciais suspeitos" do sequestro no thriller.
Em junho de 2021, foi anunciado que Coulby estrelará a série The Net, como a personagem Diana. O drama do futebol austríaco foi ao ar em novembro de 2022, em conjunto com a Copa do Mundo FIFA de 2022.

Em novembro de 2021, foi anunciado que ela estaria no Hampstead Theatre na produção de The Forest, de Florian Zeller, em 2022. Ela interpreta a amante, Sophie, do protagonista, Pierre. 